# 囊谦滇紫草
囊谦滇紫草（学名：Onosma nangqienense）是紫草科滇紫草属的植物，为中国的特有植物。分布在中国大陆的青海等地，生长于海拔3,550米的地区，一般生长在阴坡灰色板页岩地，目前尚未由人工引种栽培。